# Visoka škola
Visoka škola je ustanova koja izvodi nastavu u visokom obrazovanju. Visoka škola je uz sveučilište i veleučilište jedna od vrsta visokih učilišta. Visoke škole mogu biti javne ili privatne, a razlikuju se u načinu osnivanja. Javne visoke škole osniva se uredbom Vlade RH, dok se privatne visoke škole osnivaju odlukom osnivača u skladu s propisima koji se odnose na osnivanje ustanova.
Visoke škole razlikuju se od sveučilišta po tome što je osnivanje sveučilišta regulirano zakonom, a još je važnije to što sveučilišta mogu osnivati u svom sastavu druga visoka učilišta (fakultete, umjetničke akademije, odjele i dr.) dok visoke škole to ne mogu. Visoka škola kao visoko učilište izvodi nastavu na temelju dopusnice koju izdaje ministar znanosti, obrazovanja i športa.
Danas u Hrvatskoj djeluje 8 javnih i 6 privatnih visokih škola.

## Više informacija
- Visoko obrazovanje
- Sveučilište
- Veleučilište
- Vijeće veleučilišta i visokih škola
- Agencija za znanost i visoko obrazovanje

## Vanjske poveznice
- Osnivanje visokih učilišta  Arhivirana inačica izvorne stranice od 19. siječnja 2009. (Wayback Machine)